# Lorenzo Coullaut Valera
Lorenzo Coullaut Valera (Marchena, 12 aprile 1876 – Madrid, 21 agosto 1932) è stato uno scultore e illustratore spagnolo.

## Biografia
Lorenzo Coullaut Valera è nato a Marchena (provincia di Siviglia). È cresciuto a Nantes, dove si era trasferita la sua famiglia. Lì ha frequentato il Liceo Livet. Nel 1893 tornò in Spagna. A Siviglia ha studiato negli studi di Antonio Susillo Fernandez e successivamente con Agustin Querol Subirats, due scultori che all'epoca erano molto apprezzati. Con il sostegno di suo zio Juan Valera, il cui busto ha modellato per la competizione, Coullaut Valera ha preso parte alla Mostra Nazionale d'Arte nel 1897 e ha ricevuto una menzione d'onore. È morto a Madrid.
Le sue opere si trovano in luoghi pubblici in tutta la Spagna. Il monumento Ramón de Campoamor (1914) a Madrid, il monumento Ossius (1926) a Cordova e il monumento Cervantes (1930) a Madrid, ma anche in Sud America con il monumento a Bruno Zavala a Montevideo.
Suo figlio Federico Coullaut-Valera ha continuato la tradizione di suo padre e ha anche creato diverse sculture per lo spazio pubblico.

## Opere selezionate

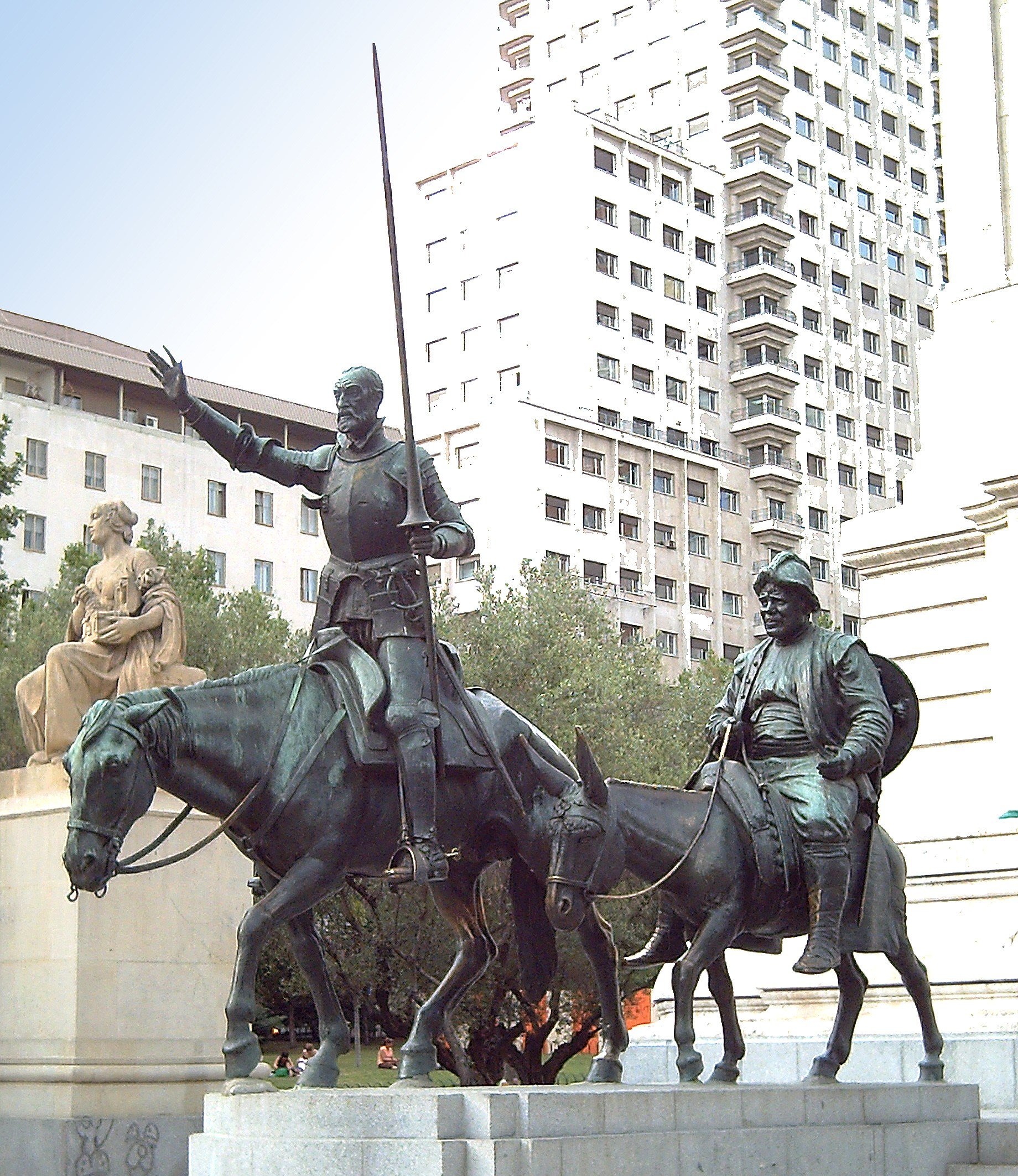
Monumento a Cervantes

- 1913 - Monumento los Saineteros. Madrid.
- 1914 - Monumento di Campoamor. Madrid.
- 1916 - Monumento di Pardo Bazán. La Coruña.
- 1917 - Monumento di Menéndez Pelayo. Madrid.
- 1918 - Monumento della Immacolata Concezione in Plaza del Triunfo Siviglia.
- 1926 - Monumento di Osio di Cordova. Cordova.
- 1928 - Monumento di Juan Valera. Madrid.
- 1930 - Monumento a Cervantes. Madrid.
- 1931 - Monumento di Bruno Mauricio de Zabala, Montevideo.
- La Caridad Real in un Monumento di Alfonso XII nel Parque del Buen Retiro.